# HC LERAM Orli Znojmo
HC LERAM Orli Znojmo (celým jménem: Hockey Club LERAM Orli Znojmo) je profesionální český klub ledního hokeje, který sídlí ve Znojmě. Založen byl v roce 1933 pod názvem TJ Sokol Znojmo. Svůj současný název nese od roku 2022. Své domácí zápasy hraje v Nevoga aréně s kapacitou 4 800 diváků. Klubové barvy jsou červená, bílá a černá. 
V sezóně 2024/2025 hrál 2. českou hokejovou ligu (třetí nejvyšší soutěž). 

## Historie
První zmínka o znojemském hokeji pochází z roku 1933, kdy při místním TJ Sokolu Znojmo vznikl klub kanadského hokeje. Tento klub pak hrál 60 let až do roku 1993 na úrovni krajského přeboru. V roce 1993 však nastal ve znojemském hokeji velký zlom. Do klubu totiž finančně vstoupil společník česko-rakouské firmy Excalibur Jaroslav Vlasák. Díky této finanční podpoře klub postoupil v roce 1994 do 2. ligy. V roce 1997 pak díky úspěšné baráži postoupil i do 1. ligy. Soupeře nový účastník druhé nejvyšší hokejové soutěže v České republice zaskočil již v první sezóně, když na prvním místě získal stejný počet bodů jako druhý Liberec. Severočeský klub se pokusil zpochybnit výsledky Znojma poukazem na neoprávněnost startu olomouckého obránce Vlčka, ale s protestem u příslušné komise ČSLH neuspěl. Konečná tabulka první ligy pro sezónu 1997/1998 tedy nedoznala změn. Znojmo v ní zůstalo první díky lepším výsledkům ve vzájemných zápasech hraných proti Liberci, čímž získalo právo účasti v baráži o Extraligu.
O dva roky později pak klub v roce 1999 postoupil konečně i do Extraligy. V extralize se potom držel hlavně díky podpoře svého generálního sponzora – energetické společnosti E.ON. Ta však klub z 35 tisícového města v roce 2009 opustila. Zakladatel úspěchů Znojemského hokeje Jaroslav Vlasák potom prodal licenci na extraligu brněnské Kometě. HC Znojemští Orli poté jako společnost skončili a byl založen nový klub, který působí pod názvem Orli Znojmo.
31. května 2011 klub vystoupil z 1. české hokejové ligy a nově vstoupil do Erste Bank Eishockey Ligy, která se transformovala z rakouské nejvyšší soutěže.
V květnu 2020 oznámil klub odchod z EBEL z důvodů pandemie covidu-19 a nejisté ekonomické situace klubu. Od sezóny 2020/2021 bude klub hrát českou 2. hokejovou ligu.
3. března 2021 klub oznámil že Orli Znojmo bylo na zasedání klubů a prezidia Bet-at-home ICE Hockey League (bývalé EBEL) přijat za účastníka pro ročník 2021/22. Orli tak získávali právo účasti v soutěži, ve které již působili devět sezón mezi roky 2011 a 2020.
4. května 2022 klub oznámil, že Orli Znojmo budou další sezónu hrát ve 3. nejvyšší české hokejové soutěži (2.liga), protože koupila licenci od HC Kometa Brno „B“. Odcházejí z Bet-at-home ICE Hockey League z ekonomických důvodu a nejisté pokračování rakouské hokejové ligy. Znojmo oznámilo, že se chce probojovat do Chance ligy a poté bojovat v baráži o Extraligu.[zdroj?]
19. dubna 2023 klub vyhrál 2. ligu a postoupil do Chance ligy. Klub v té době oznámil, že chce bojovat v baráži o Extraligu. Hned v následující sezóně ovšem sestoupil zpět do 2. ligy.
12. dubna 2024 prezident klubu Pavel Ohera prozradil plány klubu, která zahrnuje rekonstrukci stadionu a vrátit se zpět do rakouské ligy ICEHL.

## Úspěchy
- Vítězství v Tipsport Hockey Cupu 2003
- 3. místo v Extralize v sezoně 2005/2006
- 1. místo v Juniorské Extralize v sezoně 2010/2011
- 2. místo v Erste Bank Eishockey lize v sezóně 2015/2016
- Postup do CHL (Liga mistrů) 2016/2017
- Vítěz 2.ligy v sezóně 2022/2023
- Postup do Chance liga 2023

## Významní hráči
V dřívější době se do historie klubu výrazně zapsali hráči Peter Pucher, Marek Uram, Jiří Dopita, Radim Bičánek a Radek Haman. V sezoně 2004/05 přliákala výluka v NHL do Znojma známé hráče jako Tomáš Vokoun, Martin Havlát, Karel Rachůnek a Patrik Eliáš.
Mezi další významné hráče patřili například Jiří Heš, Petr Kaňkovský, Patrik Fink, Jiří Trvaj, Oldřich Svoboda, Marek Vorel, Radek Haman, Milan Procházka, Bryan Bickell, André Lakos či Teemu Lassila.

## Historické názvy
Zdroj:
- 1933 – TJ Sokol Znojmo (Tělovýchovná jednota Sokol Znojmo)
- 1945 – SK Znojmo (Sportovní klub Znojmo)
- 1948 – ZSJ ČSSZ Znojmo (Závodní sportovní jednota Československé stavební závody Znojmo)
- 1953 – Slavoj Znojmo
- 1956 – Jiskra Znojmo
- 1957 – TJ Rudá Hvězda Znojmo (Tělovýchovná jednota Rudá Hvězda Znojmo)
- 1960 – TJ Znojmo (Tělovýchovná jednota Znojmo)
- 1972 – TJ Znojmo – Agropodnik (Tělovýchovná jednota Znojmo – Agropodnik)
- 1990 – SK Agropodnik Znojmo (Sportovní klub Agropodnik Znojmo)
- 1993 – SK Znojemští Orli (Sportovní klub Znojemští Orli)
- 1997 – HC Excalibur Znojemští Orli (Hockey Club Excalibur Znojemští Orli)
- 2001 – HC JME Znojemští Orli (Hockey Club Jihomoravská energetika Znojemští Orli)
- 2006 – HC Znojemští Orli (Hockey Club Znojemští Orli)
- 2009 – Orli Znojmo
- 2020 – Aqotec Orli Znojmo
- 2022 – Tesla Orli Znojmo
- 2022 – Aptec Orli Znojmo
- 2023 – HC LERAM Orli Znojmo (Hockey Club LERAM Orli Znojmo)

## Přehled ligové účasti
Stručný přehled
Zdroj:
- 1949–1950: Oblastní soutěž – sk. E2 (2. ligová úroveň v Československu)
- 1959–1960: Oblastní soutěž – sk. F (3. ligová úroveň v Československu)
- 1980–1981: Jihomoravský krajský přebor (3. ligová úroveň v Československu)
- 1993–1994: Jihomoravský krajský přebor (4. ligová úroveň v Česku)
- 1994–1997: 2. liga – sk. Východ (3. ligová úroveň v Česku)
- 1997–1999: 1. liga (2. ligová úroveň v Česku)
- 1999–2009: Extraliga (1. ligová úroveň v Česku)
- 2009–2011: 1. liga (2. ligová úroveň v Česku)
- 2011–2020: Erste Bank Eishockey Liga (1. ligová úroveň v Rakousku / mezinárodní soutěž)
- 2020–2021: 2. česká hokejová liga (3. ligová úroveň v Česku)
- 2021–2022: ICE Hockey League (1. ligová úroveň v Rakousku / mezinárodní soutěž)
- 2022–2023: 2. česká hokejová liga (3. ligová úroveň v Česku)
- 2023–2024: 1. česká hokejová liga (2. ligová úroveň v České republice)
- 2024–    : 2. česká hokejová liga (3. ligová úroveň v Česku)

Jednotlivé ročníky
Zdroj:
Legenda: ZČ – základní část, červené podbarvení – sestup, zelené podbarvení – postup, fialové podbarvení – reorganizace, změna skupiny či soutěže
| Československo (1949 – 1993) |                             |           |           | |                                   |
| Sezóny                       | Soutěž                      | Úroveň    | ZČ        | Play-off, nadstavba, sk. o udržení...                                                                                 | Poznámky                          |
| 1949/50                      | Oblastní soutěž – sk. E2    | 2. úroveň | 5. místo  | | Sestup                            |
| ...                          |                             |           |           | |                                   |
| 1959/60                      | Oblastní soutěž – sk. F     | 3. úroveň | 6. místo  | | Sestup                            |
| ...                          |                             |           |           | |                                   |
| 1980/81                      | Jihomoravský krajský přebor | 3. úroveň | ?. místo  | |                                   |
| ...                          |                             |           |           | |                                   |
| Česko (1993–2011)            |                             |           |           | |                                   |
| Sezóny                       | Soutěž                      | Úroveň    | ZČ        | Play-off, nadstavba, sk. o udržení...                                                                                 | Poznámky                          |
| 1993/94                      | Jihomoravský krajský přebor | 4. úroveň | 2. místo  | | Koupě licence od béčka Tábora     |
| 1994/95                      | 2. liga – sk. Východ        | 3. úroveň | 4. místo  | |                                   |
| 1995/96                      | 2. liga – sk. Východ        | 3. úroveň | 4. místo  | |                                   |
| 1996/97                      | 2. liga – sk. Východ        | 3. úroveň | 4. místo  | Semifinále (výhra 2:0 na zápasy s HC Mladá Boleslav)                                                                  | Baráž                             |
| 1997/98                      | 1. liga                     | 2. úroveň | 1. místo  | | Baráž                             |
| 1998/99                      | 1. liga                     | 2. úroveň | 1. místo  | | Baráž                             |
| 1999/00                      | Extraliga                   | 1. úroveň | 9. místo  | Ne |                                   |
| 2000/01                      | Extraliga                   | 1. úroveň | 2. místo  | Čtvrtfinále (prohra 3:4 na zápasy s HC Slavia Praha)                                                                  |                                   |
| 2001/02                      | Extraliga                   | 1. úroveň | 7. místo  | Čtvrtfinále (prohra 3:4 na zápasy s HC Continental Zlín)                                                              |                                   |
| 2002/03                      | Extraliga                   | 1. úroveň | 8. místo  | Čtvrtfinále (prohra 2:4 na zápasy s HC ČSOB Pojišťovna Pardubice)                                                     |                                   |
| 2003/04                      | Extraliga                   | 1. úroveň | 4. místo  | Čtvrtfinále (prohra 3:4 na zápasy s HC Slavia Praha)                                                                  |                                   |
| 2004/05                      | Extraliga                   | 1. úroveň | 11. místo | Ne |                                   |
| 2005/06                      | Extraliga                   | 1. úroveň | 5. místo  | Semifinále (prohra 1:4 na zápasy s HC Sparta Praha)                                                                   |                                   |
| 2006/07                      | Extraliga                   | 1. úroveň | 9. místo  | Čtvrtfinále (prohra 3:4 na zápasy s HC Moeller Pardubice)                                                             |                                   |
| 2007/08                      | Extraliga                   | 1. úroveň | 10. místo | Předkolo (prohra 0:3 na zápasy s HC Oceláři Třinec)                                                                   |                                   |
| 2008/09                      | Extraliga                   | 1. úroveň | 12. místo | Skupina o udržení (3. místo)                                                                                          | Prodej licence do brněnské Komety |
| 2009/10                      | 1. liga                     | 2. úroveň | 7. místo  | Čtvrtfinále (prohra 0:4 na zápasy s KLH Chomutov)                                                                     |                                   |
| 2010/11                      | 1. liga                     | 2. úroveň | 8. místo  | Čtvrtfinále (prohra 2:4 na zápasy s HC Dukla Jihlava)                                                                 | Přechod do rakouských soutěží     |
| Rakousko (2011 – 2020)       |                             |           |           | |                                   |
| Sezóny                       | Soutěž                      | Úroveň    | ZČ        | Play-off, nadstavba, sk. o udržení...                                                                                 | Poznámky                          |
| 2011/12                      | EBEL                        | 1. úroveň | 10. místo | Čtvrtfinále (prohra 0:4 na zápasy s KHL Medveščak)                                                                    |                                   |
| 2012/13                      | EBEL                        | 1. úroveň | 7. místo  | Čtvrtfinále (prohra 1:4 na zápasy s Vienna Capitals)                                                                  |                                   |
| 2013/14                      | EBEL                        | 1. úroveň | 5. místo  | Čtvrtfinále (prohra 1:4 na zápasy s EHC Black Wings Linz)                                                             |                                   |
| 2014/15                      | EBEL                        | 1. úroveň | 5. místo  | Čtvrtfinále (prohra 1:4 na zápasy s EC KAC)                                                                           |                                   |
| 2015/16                      | EBEL                        | 1. úroveň | 3. místo  | Finále (prohra 2:4 na zápasy s EC Red Bull Salzburg)                                                                  |                                   |
| 2016/17                      | EBEL                        | 1. úroveň | 9. místo  | Čtvrtfinále (prohra 0:4 na zápasy s EC KAC)                                                                           |                                   |
| 2017/18                      | EBEL                        | 1. úroveň | 12. místo | Nadstavba B (4. místo)                                                                                                |                                   |
| 2018/19                      | EBEL                        | 1. úroveň | 8. místo  | Čtvrtfinále (prohra 1:4 na zápasy s Vienna Capitals)                                                                  |                                   |
| 2019/20                      | ICE Hockey League           | 1. úroveň | 8. místo  | Ročník zrušen po odehrání základní části a nadstavby z důvodu epidemie koronaviru SARS-CoV-2.                         | Přechod do českých soutěží        |
| Česko (2020–2021)            |                             |           |           | |                                   |
| 2020/21                      | 2. liga – sk. Východ        | 3. úroveň |           | Ročník přerušen a následně zrušen po odehrání několika zápasů základní části z důvodu pokračující Pandemie covidu-19. | Přechod do rakouských soutěží     |
| Rakousko (2021 – 2022)       |                             |           |           | |                                   |
| 2021/22                      | ICE Hockey League           | 1. úroveň | 7. místo  | Čtvrtfinále (prohra 0:4 na zápasy s EC Red Bull Salzburg)                                                             | Přechod do českých soutěží        |
| Česko (2022 – )              |                             |           |           | |                                   |
| 2022/23                      | 2. liga – sk. Východ        | 3. úroveň | 1. místo  | Finále (výhra 4:0 na zápasy s HC Letci Letňany)                                                                       | Postup                            |
| 2023/24                      | 1. liga                     | 2. úroveň | 14. místo | Ne | Sestup                            |
| 2024/25                      | 2. liga – sk. Východ        | 3. úroveň | 2. místo  | Semifinále (prohra 1:4 na zápasy s HC Tábor)                                                                          |                                   |

## Přehled kapitánů a trenérů v jednotlivých sezónách
| Sezóna    | Soutěž               | Kapitáni      | Asistenti                   | Trenéři                                                                    |
| --------- | -------------------- | ------------- | --------------------------- | -------------------------------------------------------------------------- |
| 1998/1999 | 1. liga              | Milan Kastner |                             | Stanislav Barda, Milan Pazourek                                            |
| 1999/2000 | Extraliga            | Milan Kastner |                             | Stanislav Barda, Milan Pazourek – Milan Chalupa, Pavel Pazourek            |
| 2000/2001 | Extraliga            |               | Peter Pucher,               | Milan Chalupa, Pavel Pazourek – Rostislav Dočekal, Milan Kastner           |
| 2001/2002 | Extraliga            | Jiří Heš      | Peter Pucher                | Pavel Pazourek, Milan Kastner                                              |
| 2002/2003 | Extraliga            | Peter Pucher  |                             | Miloslav Hořava, Milan Kastner, Milan Skrbek                               |
| 2003/2004 | Extraliga            | Peter Pucher  |                             | Pavel Pazourek, Milan Kastner, Milan Skrbek                                |
| 2004/2005 | Extraliga            | Peter Pucher  |                             | Milan Kastner, Karel Vaněk – Miloslav Hořava, Jan Votruba, Milan Kastner   |
| 2005/2006 | Extraliga            | Peter Pucher  | Radim Bičánek, Jiří Dopita  | Miloslav Hořava, Jan Votruba                                               |
| 2006/2007 | Extraliga            | Peter Pucher  | Radim Bičánek, Jiří Dopita  | Miloslav Hořava, Jan Votruba                                               |
| 2007/2008 | Extraliga            | Radim Bičánek | Jiří Dopita,                | Václav Sýkora, Pavel Hynek                                                 |
| 2008/2009 | Extraliga            | Jiří Dopita   |                             | Radim Rulík, Václav Baďouček                                               |
| 2009/2010 | 1. liga              | Radek Haman   |                             | Jan Neliba, Milan Kastner                                                  |
| 2010/2011 | 1. liga              | Radek Haman   |                             | Karel Soudek, Milan Kastner                                                |
| 2011/2012 | EBEL                 | Jiří Beroun   |                             | Martin Stloukal, Petr Kučírek                                              |
| 2012/2013 | EBEL                 | Jiří Beroun   |                             | Martin Stloukal, Petr Kubíček                                              |
| 2013/2014 | EBEL                 | Jiří Beroun   |                             | Jiří Režnar, Jiří Žůrek                                                    |
| 2014/2015 | EBEL                 | Jiří Beroun   |                             | Jiří Režnar, Jiří Žůrek                                                    |
| 2015/2016 | EBEL                 | Jiří Beroun   |                             | Jiří Režnar, Jiří Žůrek, Miroslav Vybíral                                  |
| 2016/2017 | EBEL                 | Jiří Beroun   |                             | Jiří Režnar, Jiří Žůrek, Miroslav Vybíral – Roman Šimíček, Petr Hrachovina |
| 2017/2018 | EBEL                 | Jiří Beroun   |                             | Roman Šimíček, Petr Hrachovina – Miroslav Fryčer, Tomáš Jakeš              |
| 2018/2019 | EBEL                 | David Bartoš  |                             | Miroslav Fryčer, Jiří Beroun, Tomáš Jakeš                                  |
| 2019/2020 | ICE Hockey League    | Radim Matuš   | Anthony Luciani             | Miroslav Fryčer, Jiří Beroun, Tomáš Jakeš                                  |
| 2020/2021 | 2. liga – sk. Východ | X             | X                           | Miroslav Fryčer, Jiří Beroun,Tomáš Jakeš                                   |
| 2021/2022 | ICE Hockey League    | Radim Matuš   | Tomáš Svoboda, Adam Sedlák  | Glen Hanlon, Jiří Beroun, Tomáš Jakeš                                      |
| 2022/2023 | 2. liga – sk. Východ | Tomáš Svoboda | Jan Hruška, Dominik Tejnor  | Jiří Beroun, Tomáš Jakeš                                                   |
| 2023/2024 | 1. liga              | Tomáš Svoboda | Radim Matuš, Dominik Tejnor | Jiří Beroun, Tomáš Jakeš – Václav Baďouček, Jiří Beroun, Tomáš Jakeš       |
| 2024/2025 | 2. liga – sk. Východ | Aleš Sova     | Adam Zeman, Petr Beránek    | Milan Procházka, Petr Hrachovina                                           |

2025/2026 2.liga - sk. Východ / Aleš Sova / _____ / Milan Procházka, Petr Hrachovina 

## Účast v mezinárodních pohárech
Zdroj:
Legenda: SP – Spenglerův pohár, EHP – Evropský hokejový pohár, EHL – Evropská hokejová liga, SSix – Super six, IIHFSup – IIHF Superpohár, VC – Victoria Cup, HLMI – Hokejová liga mistrů IIHF, ET – European Trophy, HLM – Hokejová liga mistrů, KP – Kontinentální pohár
- HLM 2016/2017 – Základní skupina F (3. místo)